# Coenophila chalybaea
Coenophila chalybaea är en fjärilsart som beskrevs av Turati 1912. Coenophila chalybaea ingår i släktet Coenophila och familjen nattflyn. Inga underarter finns listade i Catalogue of Life.